# Trinidad Sánchez Santos
Trinidad Sánchez Santos (Huamantla, Tlaxcala, 14 de febrero de 1859 - Ciudad de México, 8 de septiembre en 1912) fue un periodista, orador, poeta, promotor cultural, activista social e ideólogo católico, que escribió y actuó contra lo que consideró injusticia social de los gobiernos.

## Primeros Años
Fue el cuarto y último hijo de Ana Josefa Santos Ruiz y José Mariano Sánchez Santiestevan, un político tlaxcalteca, que contribuyó a que en la constitución de 1857 se reconociera a Tlaxcala como estado, y no como una parte del estado de Puebla; hermano de escritor y dramaturgo Mariano Sánchez Santos. La familia vivió en hacienda San Bernardino Contla cerca de Zitlaltepec. Fue un niño inquieto y  inteligente y devoto católico. Sus padres se mudaron a Puebla donde estudió la primaria en el Colegio Franco Mexicano del maestro Javier Cid. A los 10 años quedó huérfano de padre.
Posteriormente se inscribió para realizar estudios en el Seminario Palafoxiano de la ciudad de Puebla y posteriormente la carrera de humanidades con sus materias de Filosofía, teología y derecho. 
En 1878 Trinidad, su madre y sus hermanos cambiaron de residencia a la capital del país donde de forma autodidacta aprendió y se dedicó al periodismo, desde 1880 en “La Voz de España” donde estuvo tres años.
También escribía para “El nacional”, “Gil Blas”, “El Universal” y “La Voz de México”, y sus artículos también podían leerse en “El amigo de la Verdad” de Puebla y “El Estandarte” de San Luis Potosí.
Su estilo como periodista fue crítico y valiente lo llevó a ser contratado por el periódico de mayor circulación en el país, “El Tiempo” de Victoriano Agüero donde escribiría una sección llamada “Guerrillas” con la que adquirió gran popularidad lo que lo llevó a dirigir otro periódico, “El Nacional” que había sido fundado en 1883 durante el gobierno de Manuel González donde escribió y se oponía al pago de la deuda inglesa que estaba en negociaciones, aunque se especula las razones, dichas negociaciones se suspendieron.
Continuando con su rebeldía e inquietud, a sus 30 años, fundó su propio periódico, por lo que el 1 de abril de 1889, aparece la primera publicación del periódico El Heraldo, el cual fue dirigido desde su fundación por Trinidad Sánchez Santos, bajo el lema: “libertad en todo y para todos menos en el mal ni para los malvados”.
Sánchez en sus escritos lanzaría críticas contra el gobierno de Porfirio Díaz al que conoció de forma personal y también contra su gabinete, al agrupo conocido como “los científicos”, sobre todo en contra de Francisco Bulnes y Justo Sierra. Le ofrecen diversos cargos públicos que bajo la política de Díaz “ese gallo quiere maíz” mismos que no acepta, por lo que le clausuran su periódico en 1891.
De 1892 a 1897, dirigió al periódico católico “La Voz de México”. En los periódicos se enfocaba en la cuestión social, problemas obreros, de tenencia de la tierra y la educación. Tenía un gran ingenio para escribir y hablar de lo bello, lo gracioso y lo sentimental por lo que escribió un libro de poemas. Algunos periodistas no se explican por qué no fue encarcelado en el régimen de Díaz, ya que sus críticas fueron feroces. En 1896, como a muchos periodistas en el México, fue acusado de haberse vendido, con el fin de desprestigiarlo, asunto que algunos estudios lo consideran “Imputación increíble”.
Fue luchador social y orador con fuerte enfoque de la reciente acuñada Doctrina Social de la Iglesia por lo que participó con algunos discursos con voz fuerte, y maciza, por lo que sus discursos eran convincentes, y producían alegría, por su mensaje firme. Participó como miembro de la Sociedad Mexicana de Geografía y Estadística de la que llegó al cargo de secretario y comisionado en asuntos científicos. 
Fue segundo secretario general del undécimo al Congreso Internacional de Americanistas (1875-2012) de 1895 en Ciudad de México para abordar los diversos temas ahí tratados.

## Periódico el País
Al escribir contra el gobierno, tanto de Porfirio Díaz, hostigado, pero su alma de líder social y artista del pueblo, fue inquebrantable, por lo que en1899 fundó la Compañía Editorial Católica misma que editaba el periódico católico "El País" el cual dirigió Trinidad y buscó que tuviera tres características: popular, independiente y barato lo que lo llevó a revolucionar los métodos periodísticos y enfoque conciliador, lo lo cual pudo imprimir hasta 15,000 unidades diarias.
Unos años después pudo desplazar como el periódico de mayor publicación a “El tiempo”, donde anteriormente había laborado. En 1911 “El País” disfrutó de una circulación de casi 160,000 ejemplaros diarios, la mayor cantidad editada en México por un diario de ese entonces.
Fue orador en los “Congresos Católicos Mexicanos”, uno de los cuales impactó al futuro mártir cristero Anacleto González Flores, forjando en él algunas decisiones. Intentó fundar la agrupación libre de periodistas denominada “Prensa Asociada de México”, pero no tuvo éxito.Al igual que otros católicos consideró que el Estado Mexicano debió tener enfoque más social y promover la moral y los valores trascendentes. Así continuó con su estilo, aunque los periódicos opositores al gobierno fueron hostilizados atacados y su edición suprimida.

El 25 de mayo de 1911 renunció Porfirio Díaz, y frente a las oficinas de su periódico, se congregó una multitud de personas como gesto de reconocimiento a la labor y lealtad periodística de su director, quien los recibió y les expresó:
 …no hemos hecho más que cumplir con un deber de hijos del pueblo, como vosotros; pero si algún derecho tuviéramos a vuestro entusiasmo, en nombre de él os pido y os ruego que, al continuar esta manifestación, sea tan ordenada, tan pacífica, que honre al pueblo de la capital ante el mundo civilizado, y lo honre en los momentos en que, tras larga servidumbre, ruge en sus labios esta palabra sublime: DEMOCRACIA.
Después de la renuncia y salida de Díaz de la presidencia, apoyó en la campaña a Francisco I. Madero, se afilió al Partido Católico Nacional en México. Ante esto, Francisco I. Madero alabó a Trinidad con las siguientes palabras:
“Don Trinidad Sánchez Santos: la primera ametralladora que tuvo la revolución. Los editoriales de Sánchez Santos han servido más a la revolución que todos los 30-30 que teníamos en el Norte.”
El 6 de noviembre asume como presidente Francisco I. Madero, sin embargo, Trinidad siguió fiel a su estilo crítico, ante la problemática que continuó, definiéndola como decepcionantes a ciertas políticas aplicadas por el nuevo régimen, siendo el mismo Gustavo Madero quien lo atacaba. El 11 de abril de 1912 escribió en El País a favor de Porfirio Díaz como un acto de justo reconocimiento:

“El más fuerte poder público que ha habido en Mèjico, ha sido la dictadura de Díaz: 
quiso hacer paz, y la hizo;
quiso tener doce mil kilómetros de vías férreas, y los tuvo;
quiso hacer millonario al Gobierno, y lo hizo;
quiso engrandecer la nación mediante un progreso tan rápido como denso y asombroso, y lo logró;
quiso que los valores mejicanos alcanzaran premio en el extranjero, y lo alcanzaron;
quiso que nuestros hombres de saber brillasen en las más ilustres asambleas del mundo, y brillaron;
quiso que el nombre de Mèjico infundiera cariño, confianza y respeto en toda la tierra, y así fue;
quiso destruir la prensa independiente, y fracasó, y luego se hundió…¡Y vencimos!.” 
Por ello el régimen de Madero también lo hostigó. Sánchez continuó escribiendo y atacando el caudillismo y el caciquismo en el nuevo régimen, al que llamó “La nueva dictadura”, por lo que el militar del gobierno maderista, Victoriano Huerta, lo hostigó y persiguió, y sufrió al menos dos atentados uno el 18 de febrero de 1912 y otro el 19 de marzo asunto que denunció el periódico el imparcial. 
El 2 de mayo fue golpeado y encarcelado acusado por Victoriano Huerta de difundir información falsa, que, aunque 6 días después fue liberado, con la condición que se autoexiliara, asunto que no atendió. Sánchez Santos continuó escribiendo, aunque ese asunto mermó su salud, y 5 meses después falleció. El periódico sin su director solo sobrevivió poco más de un año.

## Legado
- “Calumnia” -Libro de poemas-
- Las grandes cuestiones sociales de nuestra época. Síntesis del pensamiento social católico mexicano. 1902.
- Obras selectas -2 tomos- Compendio de Discursos y poesías y Artículos periodísticos.[12]

Varios reconocimientos se han realizado en honor a Trinidad, por su rectitud y valentía como persona y periodista. 
- Uno de ellos fue el cambio de nombre del municipio de  Zitlaltepec en Tlaxcala, al de Zitlaltepec de Trinidad Sánchez Santos en su honor.

- Una localidad en Veracruz tomó el nombre de Trinidad Sánchez Santos.[13]
- Una escuela en Puebla tomo su nombre como Colegio Salesiano Trinidad Sánchez Santos.[14]
- Una biblioteca municipal en Huamantla Tlaxcala lleva su nombre.[15]
- 150 años después del aniversario de su nacimiento, se realizan celebraciones.[16]